# Morane-Saulnier N
Morane-Saulnier N, còn gọi là Morane-Saulnier Type N, là một loại máy bay tiêm kích cánh đơn của Pháp trong Chiến tranh thế giới I.

## Biến thể
Morane-Saulnier Type N
Morane-Saulnier Type Nm

## Quốc gia sử dụng
Pháp
- Aeronautique Militaire

 Russian Empire
- Không quân Đế quốc Nga

 Ukraina
 Anh Quốc
- Quân đoàn Không quân Hoàng gia

## Tính năng kỹ chiến thuật (Type N)
Dữ liệu lấy từ War Planes of the First World War, Volume Five 
Đặc điểm tổng quát
- Kíp lái: 1
- Chiều dài: 5,83 m (19 ft 1½ in)
- Sải cánh: 8,15 m (26 ft 8⅝ in)
- Chiều cao: 2,25 m (7 ft 4½ in)
- Diện tích cánh: 11 m² (118,4 ft²)
- Trọng lượng rỗng: 288 kg (633 lb)
- Trọng lượng có tải: 444 kg (976 lb)
- Động cơ: 1 × Le Rhone 9C kiểu động cơ piston làm mát bằng không khí, 60 kW (80 hp)

 Hiệu suất bay 
- Vận tốc cực đại: 144 km/h (90 mph)
- Trần bay: 4.000 m [2] (13.123 ft)
- Thời gian bay: 1 h 30 phút
- Lên độ cao 2.000 m (6.560 ft): 10 phút

Trang bị vũ khí

- Súng: 1 x Súng máy Vickers .303 in (7,7 mm) hoặc súng máy Hotchkiss.31 in (7.9 mm)